# Juan Romero
Pour les articles homonymes, voir Romero.
Juan Romero, né entre 1727 et 1729 à Ronda (Espagne, province de Malaga), mort en juin 1824, était un matador espagnol.

## Présentation
Fils de Francisco Romero, il peut être considéré comme l’un des principaux matadors de son époque, et était en tous cas l’un des mieux payés. Fils de matador, il a été le père de trois autres matadors, José, Pedro et Antonio Romero auxquels il a également servi de professeur.